# MundoFox (Latinoamérica)
MundoFox fue un canal de televisión por suscripción latinoamericano de origen colombiano-estadounidense, el cual estuvo orientado a adolescentes y adultos. Fue propiedad de Grupo RCN y Fox Broadcasting Company. El contenido del canal consistía en series, telenovelas, variedades, películas latinoamericanas, recitales de grandes estrellas latinas, y programas de juegos. El canal fue lanzado el 4 de noviembre de 2013, sustituyendo a Utilísima. 
El 1 de julio de 2017, debido a la baja audiencia que el canal recibió, MundoFox cesó sus transmisiones en Latinoamérica a las 7:00 a. m. (horario de Colombia, Perú y México) con su último programa 100 Latinos Dijeron para ser reemplazado por el canal infantil Nat Geo Kids.

## Señal en Estados Unidos
El canal también tuvo su propia variante en televisión abierta para Estados Unidos, la cual fue lanzada el 1 de mayo de 2012 bajo el nombre MundoFox, hasta que en 2015 cambió su nombre a MundoMax. Esta señal dejó de emitir el 30 de noviembre de 2016.